# 人見勝人
人見 勝人（ひとみ かつんど、1932年1月16日 - ）は、日本の工学者。京都大学名誉教授。

## 略歴
大阪府出身。1955年京都大学工学部機械工学科卒業。1958年同大学院博士課程退学。1962年工学博士。1959年ペンシルベニア州立大学研究員。1961年京大助教授、1965年東京工業大学助教授、1971年大阪大学教授、79年京大教授。96年定年退官、名誉教授、龍谷大学教授。北京大学客員教授、南京大学兼担教授、重慶大学顧問教授。生産システム工学。

## 著書
- 『講座情報と意思決定 5 生産の意思決定』中央経済社 1972
- 『生産システム工学』共立出版 大学講座機械工学 1975
- 『生産の計画理論』有斐閣双書 1975
- 『精密工学講座 14 生産管理工学』コロナ社 1978
- 『多種少量生産読本』日刊工業新聞社 1987
- 『CIM概論 コンピュータ統括生産システム』オーム社 1989
- 『生産システム論 現代生産の技術とマネジメント』同文館出版 1990
- 『入門編生産システム工学』共立出版 1991
- 『現代生産入門』同文館出版 1994
- 『新・生産管理工学 理論・アルゴリズム・例解』コロナ社 1997

### 共編著
- 『ジョブ・ショップのためのオンライン工程管理』秋葉博,西川仙之共編著 日本経営出版会 1972
- 『GTによる生産管理システム』共著 日刊工業新聞社 1981
- 『FAとOA コーポレイト・オートメーションをめざして』涌田宏昭共著 日刊工業新聞社 1983

## 論文
- <人見勝人